# Конституция Башкирской АССР (1937)
Конституция БАССР 1937 года — основной закон Башкирской Автономной Советской Социалистической республики; утверждён 23 июня 1937 года X Всебашкирским съездом Советов в г. Уфе.

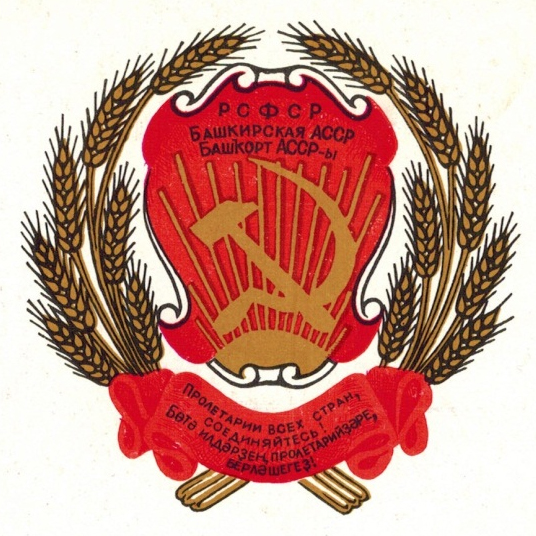
Герб БАССР 1937-1978

Флаг РСФСР (1937—1954)

Флаг БАССР (1937—1938)

Флаг БАССР (1938—1947)

## История принятия
5 декабря 1936 года на Чрезвычайном VIII съезде Советов Союза была утверждена Конституция СССР 1936 года. В июне-июле 1936 года во всех союзных и автономных республиках были созданы конституционные комиссии, подготовившие проекты республиканских конституций, соответствующих новой конституции СССР.
Конституция БАССР 1937 года является первой Конституцией БАССР. Первый проект конституции, принятый в Башкирии в 1925 году не был утвержден ВЦИК..
Конституция БАССР разрабатывалась на основе Конституции СССР 1936 года и Конституции РСФСР 1937 года.
Председателем Конституционной комиссии ЦИК БАССР был избран первый секретарь Башкирского обкома ВКП(б) Яков Быкин. Проект новой Конституции был опубликован в газете "Красная Башкирия" 24 мая 1937 года. Проект Конституции обсуждался в республике один месяц.
20-23 июня 1937 года в Уфе состоялся Чрезвычайный Х Всебашкирский съезд Советов, на котором выступил председатель Совнаркома Башкирской АССР Зинатулла Булашев с докладом о проекте новой Конституции. В прениях выступило около 40 делегатов. 23 июня состоялось постатейное голосование, после которого Конституция Башкирской АССР была единогласно утверждена. 2 июля 1940 года её утвердил Верховный Совет РСФСР.
Конституция БАССР 1937 года действовала до 1978 года.

## Структура Конституции БАССР 1937 года
Конституция БАССР 1937 года состояла из 11 глав и 114 статей. В ней впервые  были сформулированы основы общественного и государственного строя, права и обязанности граждан, принципы избирательной системы.

## Основные положения Конституции БАССР 1937 года
Глава I. Общественное устройство (12 статей). В главе провозглашалось, что Башкирская Автономная Советская Социалистическая Республика - социалистическое государство рабочих и крестьян, политическую основу которого составляют Советы депутатов трудящихся.
Глава II. Государственное устройство (6 статей). В главе определялось место БАССР в составе РСФСР и устанавливались пределы её компетенции. В статье 15 говорилось, что территория республики не может быть изменена без её согласия, а в статье 16, что законы СССР и РСФСР обязательны на её территории, а в случае расхождения закона Башкирии с законами Союза и России действуют последние. В соответствии с административно-территориальным делением в 1937 году в состав Башкирии входили 58 районов и 3 города республиканского подчинения — Уфа, Белорецк, Стерлитамак.
Глава III. Высшие органы государственной власти Башкирской АССР (19 статей). Глава Конституции определила систему и правовой статус высших органов государственной власти и управления. Конституция БАССР провозгласила высшим органом государственной власти республики Верховный Совет БАССР, который в отличие от союзного, был однопалатным, но порядок его работы тоже был сессионный. Между сессиями работал Президиум Верховного Совета.
Верховный Совет Башкирской АССР избирался на 4 года по норме 1 депутат от 15 тыс. жителей. Местные органы государственной власти, городские, районные, поселковые и сельские Советы депутатов трудящихся избирались на 2 года. Верховный Совет Башкирской АССР избирал сроком на 5 лет Верховный суд Башкирской АССР в составе 2 судейских коллегий (по уголовным и по гражданским делам) и Президиума Верховного суда. Прокурор Башкирской АССР назначался Генеральным прокурором СССР на 5 лет.
Глава IV. Органы государственного управления Башкирской АССР (11 статей). Высшим исполнительным и распорядительным органом государственной власти республики становился Совет Народных Комиссаров БАССР, подотчетный Верховному Совету и его Президиуму. В отличие от структуры Конституции СССР, но в соответствии с российской Конституцией в Основной закон БАССР была включена специальная шестая глава, посвященная бюджету республики. В ней подчеркивалось, что бюджет составляется Совнаркомом БАССР, утверждается её Верховным Советом и публикуется для всеобщего сведения. 
Глава V. Местные органы государственной власти (20 статей). В главе описаны формы и методы деятельности местных органов государственной власти республики. Советы депутатов трудящихся на местах должны руководить культурно-политическим и хозяйственным строительством района, города или села, обеспечивают охрану государственного порядка, соблюдение и охрану прав граждан, устанавливают местный бюджет и др. Советы депутатов трудящихся республики могли принимать решения и давать распоряжения в пределах прав, предоставленных им законами СССР, РСФСР и Башкирской АССР (ст. 52). В отличие от съездов Советов, работавших периодически и кратковременно, все местные Советы депутатов трудящихся Башкирской АССР работали в течение двух лет (срок избрания).
Глава VI. Бюджет Башкирской АССР (4 статьи). Бюджет республики составлялся Совнаркомом Башкирской АССР и утверждался Верховным Советом БАССР. Источники формирования бюджета были доходы от местного хозяйства, отчисления от поступающих с их территории государственных доходов, а также поступления от местных налогов и сборов в размерах, установленных законодательством СССР и РСФСР.
Глава VII. Суд и прокуратура (12 статей). Глава в основном соответствовала союзной и российской Конституциям. Особенностью было определение ведения судопроизводства в сельских районах с большинством башкирского, русского, татарского, марийского или чувашского населения на языках этих народов, а в центральных судебных учреждениях - на башкирском, русском и татарском языках с обеспечением для тех, кто не владеет этими языками, ознакомления с материалами дела через переводчика, а также права выступать на суде на родном языке.
Глава VIII. Основные права и обязанности граждан (16 статей). Глава повторяла положения статей союзной и российской Конституций о правах и обязанностях граждан.
Глава IX. Избирательная система (10 статей). В главе изменились положения об избирательной системе: так как в стране не стало эксплуататорских классов и социализм в основном был построен, то были сняты ограничения на голосование и выборы стали всеобщими, равными, при тайном голосовании.
Глава X. Герб, флаг, столица (3 статьи). В главе определялись атрибуты БАССР: 
- Государственным гербом республики был герб РСФСР с той особенностью, что надписи "РСФСР" и "Пролетарии всех стран, соединяйтесь!" были сделаны на русском и башкирском языках, а под надписью "РСФСР" помещалась надпись на русском и башкирском языках "Башкирская АССР".
- Государственным флагом БАССР являлся флаг РСФСР.

Столицей БАССР является город Уфа.
Глава XI. Порядок изменения Конституции (1 статья). В главе говорилось, что изменения в Конституции могли производиться лишь по решению Верховного Совета Башкирской АССР, принятому не менее 2/3 голосов. Решение должно было утверждаться Верховным Советом РСФСР.